# دايكي ديأوكا
دايكي ديأوكا (باليابانية: 出岡 大輝) (16 أغسطس 1994 في أوساكا في اليابان – )؛ هو لاعب كرة قدم سابق كان يلعب كلاعب وسط.

## وصلات خارجية
- دايكي ديأوكا على موقع رابطة كرة القدم اليابانية للمحترفين (اليابانية)
- دايكي ديأوكا على موقع قاعدة بيانات كرة القدم.إي يو (الإنجليزية)
- دايكي ديأوكا على موقع Soccerway.com (الإنجليزية)